# Ripkî, Lîseanka
Ripkî (în ucraineană Ріпки) este o comună în raionul Lîseanka, regiunea Cerkasî, Ucraina, formată numai din satul de reședință.

## Demografie
Componența lingvistică a comunei Ripkî
     Ucraineană (98,14%)
     Rusă (1,52%)
     Alte limbi (0,17%)
Conform recensământului din 2001, majoritatea populației comunei Ripkî era vorbitoare de ucraineană (98,14%), existând în minoritate și vorbitori de rusă (1,52%).